# William Gilson Farlow
William Gilson Farlow, född 17 december 1844 i Boston, död 3 juni 1919 i Cambridge, Massachusetts, var en amerikansk botaniker. 
Farlow var medicine doktor och juris hedersdoktor, blev 1870 assistent vid Harvard University i Cambridge, 1874 biträdande professor i botanik i Jamaica Plain i Boston och 1879 professor i kryptogami vid Harvard University. Hans skrifter omfattar bland annat alger, svampar och växtsjukdomar. Hans herbarium tillföll Harvard vid hans död (Farlow Herbarium).
Auktorsnamnet Farl. kan användas för William Gilson Farlow i samband med ett vetenskapligt namn inom botaniken; se Wikipediaartiklar som länkar till auktorsnamnet.